# ینو بوزانسکی
ینو بوزانسکی (به مجاری: Buzánszky Jenő)(۴ مهٔ ۱۹۲۵ – ۱۱ ژانویهٔ ۲۰۱۵) بازیکن و مربی فوتبال اهل مجارستان بود.
او در تیم ملی فوتبال مجارستان و تیم طلایی به همراه فرنتس پوشکاش به مدال طلای فوتبال بازی‌های المپیک تابستانی ۱۹۵۲ دست پیدا کرده‌است.